# 伊塔拉納
19°52′26″S 40°52′30″W / 19.87389°S 40.87500°W

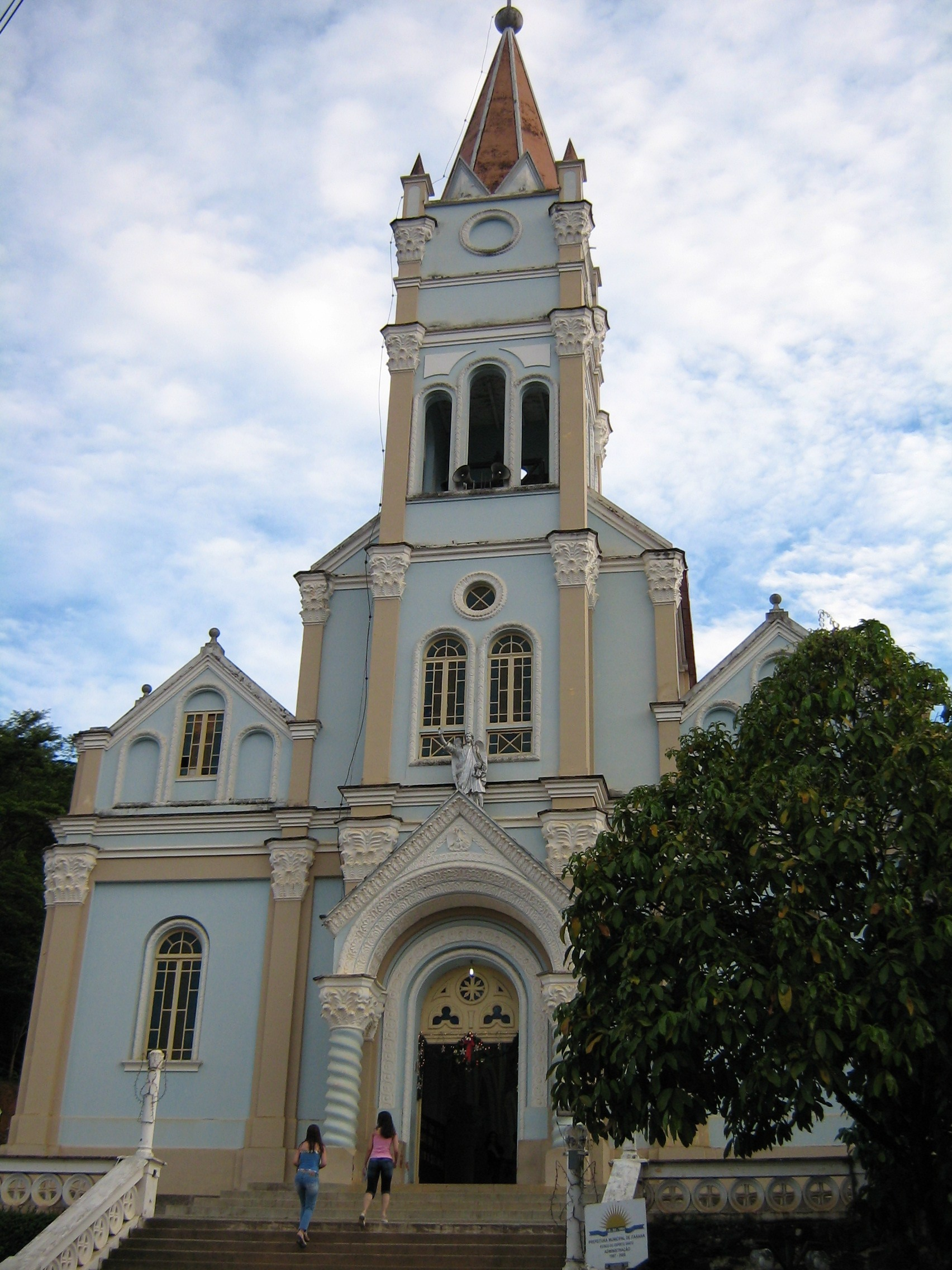
伊塔拉納的教堂

伊塔拉納（葡萄牙語：Itarana），是巴西的城鎮，位於該國東南部，由聖埃斯皮里圖州負責管轄，面積299平方公里，2010年人口10,881，該城鎮人口密度每平方公里36.38人。